# Acèrvul

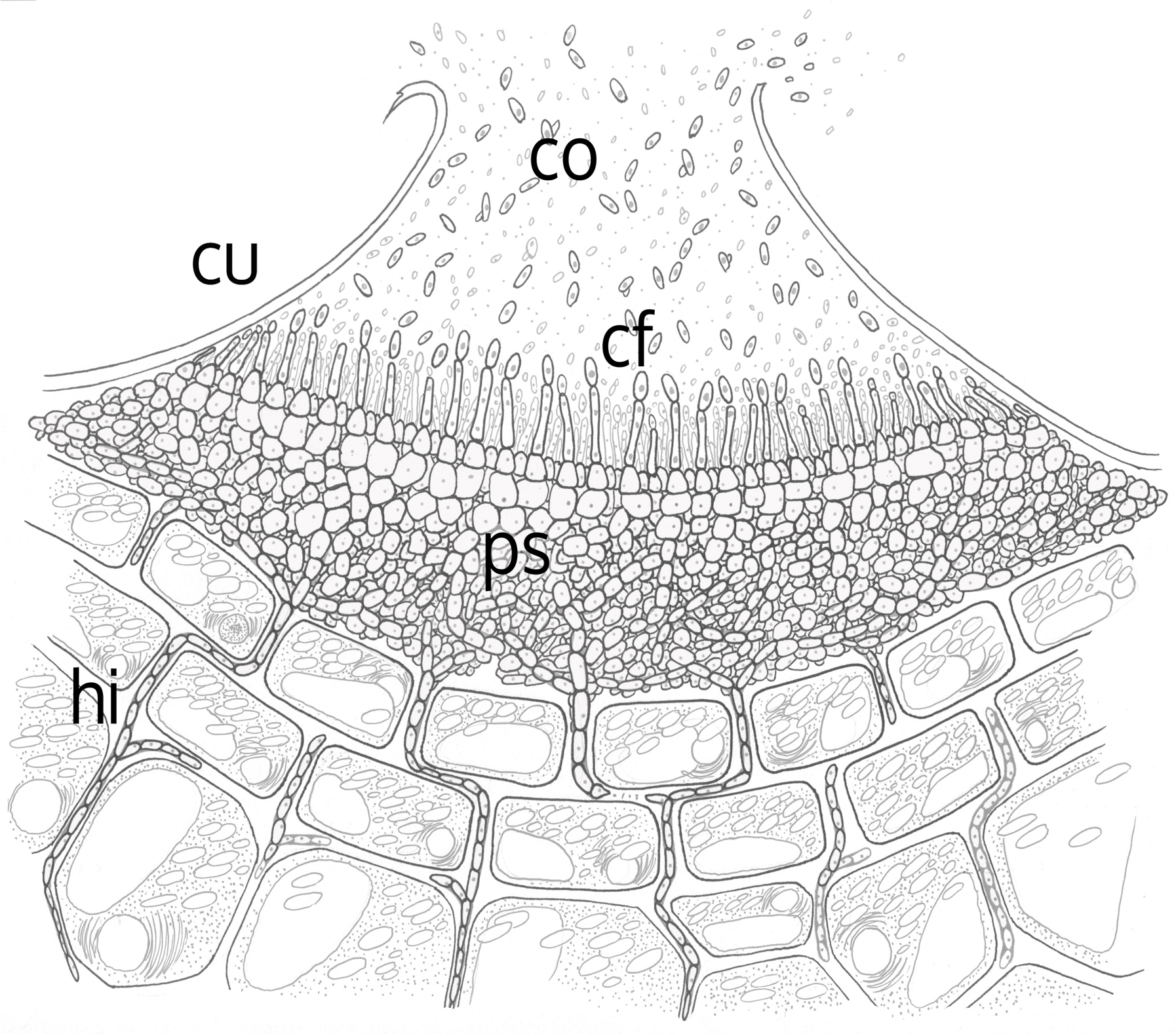
cu: cutícula, co: conidi, cf: conidiòfor, ps: estroma pseudoparenquimàtic, hi: hifa.

Acèrvul (diminutiu del mot llatí acervus, munt), és un conidioma pulviniforme constituït per un agregat d'hifes de tipus pseudoparenquimàtic que es desenvolupa generalment de manera subepidèrmica o subcuticular, per sota de l'epidermis de l'hoste, i forma una capa superficial de conidiòfors i conidiòspores embeguts en mucílag que quedaran exposats quan es donen les condicions idònies. És la pluja la que dissol el mucílag i transporta les conidiòpores, les quals no arribaran més lluny d'un metre. És típic de fongs fitopatògens de l'ordre Melanconiales (Deuteromycota, Coelomycetes).